# New Orleans blues

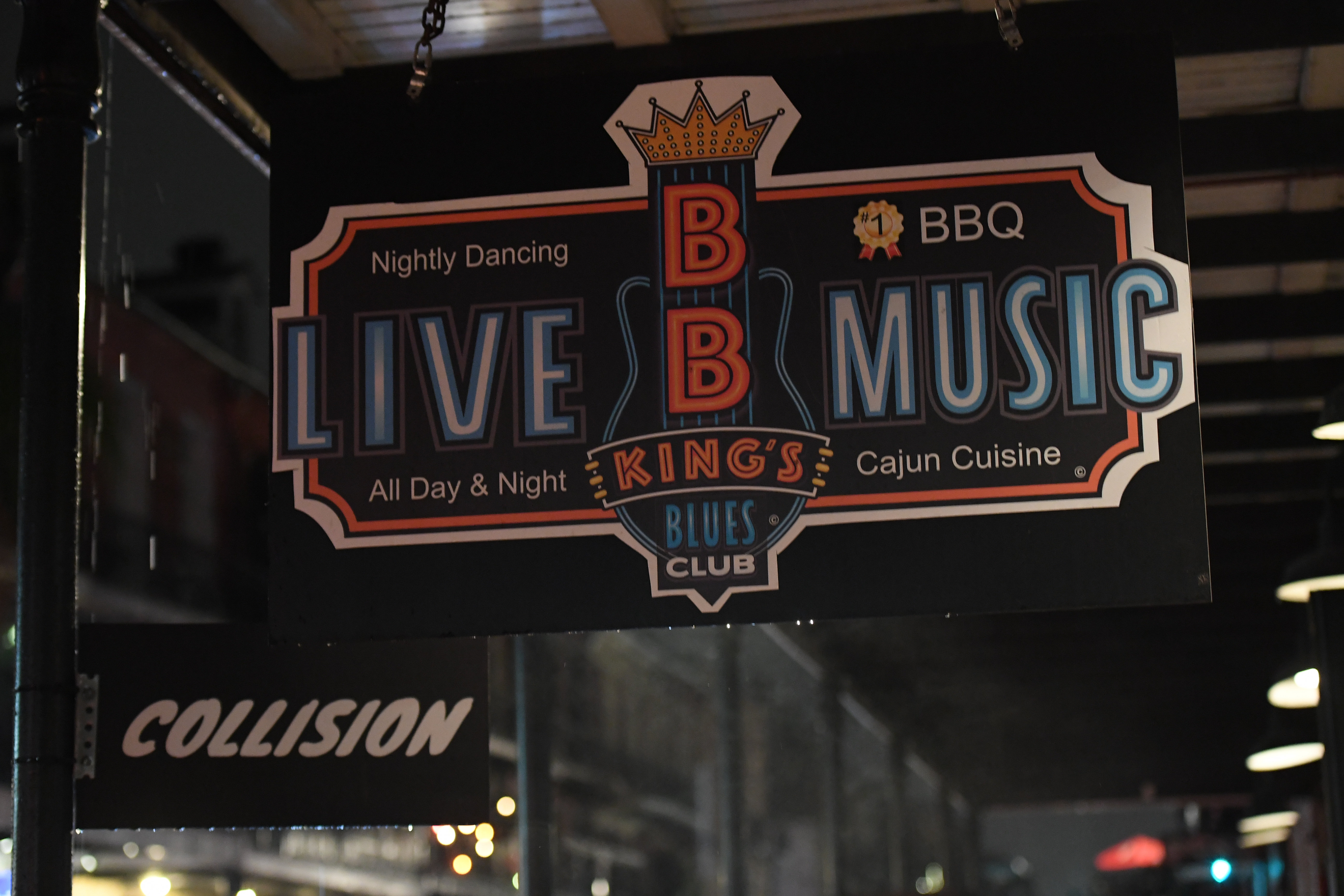
New Orleans blues

El New Orleans rhythm and blues o New Orleans blues hace referencia a un género de música R&B de Nueva Orleans, Luisiana, caracterizado por el uso intensivo del piano, instrumentos metales, ritmos complejos y letras que reflejan el estilo de vida de Nueva Orleans. Se comenzó a tocar a finales del siglo XIX y estuvo en su máximo resplandor hasta los años 20.
La innovación y la creatividad, junto a la musicalidad única de New Orleans son los rasgos distintivos de este género musical.

## Intérpretes destacados
- Johnny Adams
- James Booker
- Sugar Boy Crawford
- Champion Jack Dupree
- Snooks Eaglin
- Guitar Slim, Jr.
- Guitar Slim
- Earl King
- Smiley Lewis
- Professor Longhair
- Tommy Ridgley
- Tuts Washington
- Katie Webster
- The Five Heartbeats